# (34044) Obafial
(34044) Obafial est un astéroïde de la ceinture principale découvert en 2000.

## Description
(34044) Obafial a été découvert le 30 juillet 2000 à l'observatoire Magdalena Ridge, situé dans le comté de Socorro, au Nouveau-Mexique (États-Unis), par le projet Lincoln Near-Earth Asteroid Research (LINEAR).

### Caractéristiques orbitales
L'orbite de cet astéroïde est caractérisée par un demi-grand axe de 2,28 ua, un périhélie de 2,13 ua, une excentricité de 0,07 et une inclinaison de 5,13° par rapport à l'écliptique. Du fait de ces caractéristiques, à savoir un demi-grand axe compris entre 2 et 3,2 ua et un périhélie supérieur à 1,666 ua, il est classé, selon la JPL Small-Body Database, comme objet de la ceinture principale.

### Caractéristiques physiques
(34044) Obafial a une magnitude absolue (H) de 15,2 et un albédo estimé à 0,306.